# デヴィッド・ブレサートン
デヴィッド・ブレサートン（David Bretherton, 1924年2月29日 - 2000年5月11日）は、アメリカ合衆国の編集技師である。

## 生涯
カリフォルニア州ロサンゼルスで生まれる。父親は同じく編集技師で映画監督のハワード・ブレザートン、母親はドロテア・マカヴォイである。第二次世界大戦時代にはアメリカ空軍に所属していた。戦後は20世紀フォックス編集部に入った。
1972年の『キャバレー』により第45回アカデミー賞編集賞を受賞した。
1995年にアメリカ映画編集者協会から生涯功労賞が授与された。
2000年にロサンゼルスで肺炎により亡くなった。

## 主なフィルモグラフィ
- 激情の女 Hilda Crane (1956)
- 青春物語 Peyton Place (1957)
- 秘めたる情事 Ten North Frederick (1958)
- アンネの日記 The Diary of Anne Frank (1959)
- 恋をしましょう Let's Make Love (1960)
- 青春の旅情 Return to Peyton Place (1961)
- ステート・フェア State Fair (1962)
- 大列車作戦 The Train (1964)
- いそしぎ The Sandpiper (1965)
- 三人の女性への招待状 The Honey Pot (1967)
- ふたりの誓い Lovers and Other Strangers (1970)
- 晴れた日に永遠が見える On a Clear Day You Can See Forever (1970)
- キャバレー Cabaret (1972)
- ウエストワールド Westworld (1973)
- セイブ・ザ・タイガー Save the Tiger (1973)
- 悪の天才たち・銀行略奪大作戦 Bank Shot (1974)
- 大陸横断超特急 Silver Streak (1976)
- コーマ Coma (1978)
- 大統領の堕ちた日 Winter Kills (1979)
- 大列車強盗 The First Great Train Robbery (1979)
- テキサス1の赤いバラ The Best Little Whorehouse in Texas (1982)
- 吹きだまりの町 Cannery Row (1982)
- 愛の7日間 Man, Woman and Child (1983)
- 殺人ゲームへの招待 Clue (1985)
- 恐竜伝説ベイビー Baby: Secret of the Lost Legend (1985)
- ピックアップ・アーチスト The Pick-up Artist (1987)
- シー・オブ・ラブ Sea of Love (1989)
- 冷たい月を抱く女 Malice (1993)
- 訣別の街 City Hall (1996)